# Zaga Christ
Pour les articles homonymes, voir Christ et Christos.
 (août 2013).
- Si vous ne connaissez pas le sujet, laissez ce bandeau (vous pouvez alors contacter les auteurs).
- Si vous supprimez le contenu mis en cause (vous pouvez préalablement contacter les auteurs),

argumentez précisément cette suppression dans la page de discussion
(un manque de référence n'est pas un argument ; une recherche réelle de référence doit avoir été effectuée, être formellement documentée).
Titre
Prétendant au trône d'Éthiopie
Zaga Christ, né vers 1610 et mort à Rueil en France le 22 avril 1638 après qu'il y ait été emprisonné, a prétendu être le fils de l'empereur Yaqob d'Éthiopie. Ayant fui son pays, il se réfugie au Proche-Orient, puis en Europe, souhaitant partir reprendre le pouvoir en Afrique. Les circonstances de sa vie et de sa mort ont été l'objet de nombreux récits romancés.

Les « lettres de sang » qu'il échangea avec la religieuse italienne Caterina sont sans équivalent connu de par le monde. Il est l'unique Africain des temps antérieurs à la colonisation pour lequel nous possédons, tout à la fois, les papiers personnels, un portrait peint authentique, les livres privés et plus de mille pages d'archives, rédigées en douze langues.

## Biographie

### Identité

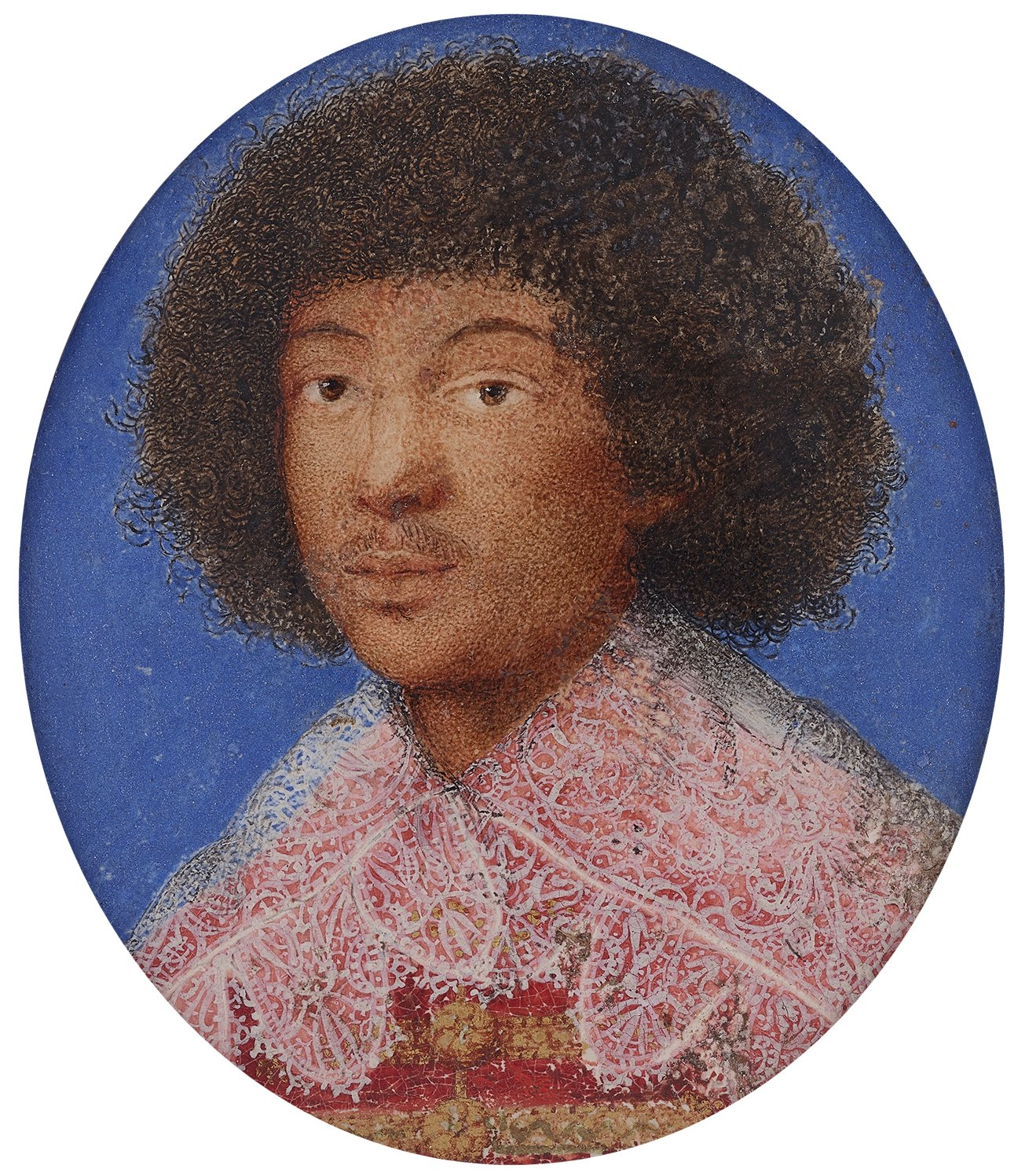
Portrait de Zaga Christ par Giovanna Garzoni. Turin, 1635

Zaga Christ serait le fils de l'éphémère empereur Arzo, qualifié de membre de la pure lignée des « Israélites » d’Éthiopie, les descendants de l'union semi-légendaire de la reine de Saba avec le roi Salomon.
Deux manuscrits conservés en Hollande et en Italie nous révèlent qu'il se nommait en fait Lessana Christos, signifiant en guèze Les Paroles du Christ. Ce nom est rarissime, et c'est bien sous celui-ci qu'il apparaît dans la grande chronique royale éthiopienne du règne de Susenyos, empereur rival qui fit tuer le père et le frère aîné de Zaga Christ. Conservées à Oxford, à la Bibliothèque Bodléienne (trad. Bodleian Library), ces annales rédigées en guèze, l'antique langue écrite de l’Éthiopie, objectivent l'échec de Susneos à faire capturer Lessana Christos, bien qu'il eût envoyé des soldats de combat, terme inconnu ailleurs dans la chronique, qui signifie l'appel à des mercenaires étrangers.
Un nommé Marco Lombardo rédige en 1633 et 1634 des certificats attestant l'origine royale de Zaga Christ : il se prétend être un noble de la république de Venise, passé au service de l'empire ottoman, et qui, en 1627-1628, faisant la guerre en Éthiopie et au Soudan pour le compte de l'empereur Susneyos, aurait offert la vie sauve au jeune Lessana Christos, qu'il avait ordre de capturer. D'après les archives de Venise, Marco Lombardo, d'une des anciennes familles nobles de la Sérénissime, fut capturé par les Turcs à l'âge de 14 ans, en 1619, sur un navire, et passa en leurs rangs, se convertissant à l'Islam, servant le pacha d'Égypte et guerroyant çà et là. Lombardo, revenu à Venise en novembre 1632, écrit dans un certificat de 1634 qu'il menace de mort (« le défendre les armes en main ») quiconque salirait l'honneur de Zaga Christ.

### Errance au Soudan et en Égypte (1627-1632)
Menacé de mort en Éthiopie, Zaga Christ se réfugie dans l'actuel Soudan, au royaume musulman funj de Sennar, où il est fort bien accueilli. Il y apprend l'arabe ainsi qu'un peu le persan - cette dernière langue fut apprise auprès des marchands commerçant avec l'Inde. Il y est baptisé Khalil, signifiant « l’ami cher » en arabe, mais il met un terme par la fuite au projet de mariage avec la fille du sultan, qui nécessiterait qu'il se convertisse à l'Islam.
Par une erreur de transcription, cette jeune princesse se nomme Ambra dans le récit de Zaga Christ, tandis que la chronique de langue arabe de ce sultanat la désigne sous le nom de Agiba, signifiant la Merveilleuse.
Zaga Christ prend alors une direction qui prolonge vers le sud-ouest la route caravanière de Darb el-arbain, qui mène vers le Darfour, recevant auparavant longuement l'asile chez un peuple non musulman, qui vit presque nu, le corps couvert de colliers, dans une aire rocheuse, qui semble être le peuple des Noubas. Cela est corroboré par son arrivée en Égypte (ca 1630) via la partie nord de cette route caravanière Darb el-arbain, qu'il a ensuite rejointe. Zaga Christ réside alors dans les monastères coptes de Haute et Moyenne Égypte, où des moines éthiopiens vivent depuis plus de mille ans, en compagnie de moines égyptiens.
Ayant survécu à la périlleuse traversée des déserts du Soudan et d'Égypte, parvenu au Caire, il est reçu le dimanche 20 février 1632 par le pacha d’Égypte, auquel il demande de lever une armée pour reconquérir le trône de son père assassiné. Mais cet administrateur, de langue turque, non arabe, le renvoie vers le Grand Seigneur, le sultan de Constantinople Mourad IV. Il rencontre le lendemain le patriarche des Grecs, puis la communauté arménienne et copte, aux fins de financer la levée de telles troupes. Zaga Christ accuse les Portugais et les Espagnols, notamment les jésuites, d'être responsables de la guerre civile en Éthiopie, en l'ayant conduite à renier son antique christianisme - la foi d'Alexandrie - pour s'unir au catholicisme de Rome.

### Départ pour Jérusalem
Sur les conseils de l’Arménien Ostayan, qui l’héberge au Caire, Zaga Christ, malade, est soigné par l'un des plus grands médecins d'Égypte : l’Allemand Johannes Wesling, qui est au service du consul de la république de Venise. Le 10 mars 1632, le consul de Venise en Égypte, Zuane Donado, lui propose de le faire embarquer de suite vers l’Europe, sur un navire vénitien d’Alexandrie. Très fort dans ses convictions spirituelles, Zaga Christ refuse cette offre matérielle considérable de la richissime république de Venise, assurant qu’il veut aller prier à Jérusalem. Le consul de la Sérénissime lui offre alors des vivres et des attestations pour son pèlerinage, ainsi que fait le plus haut responsable franciscain de Terre sainte - qui réside alors temporairement au Caire -, ce qui sera cause de nouvelles menaces.
Le 27 mars 1632, Zaga Christ parvient en la ville trois fois sainte de Jérusalem, où les Éthiopiens possèdent un monastère et divers lieux privés depuis le premier millénaire. Il y est reçu comme roi par tous les Éthiopiens de Jérusalem, moines et laïcs, mais la communauté orthodoxe de Jérusalem, Grecs et Arméniens en première ligne, s’alarme des liens que Zaga Christ a noués avec les « Latins », et ils le menacent de lui faire couper la tête par le pacha ottoman de la cité s’il ne renonce à ses relations avec les Européens. Après quelques semaines de rude tension, Zaga Christ est exfiltré de Jérusalem par les pères franciscains : ils le font sortir secrètement, à la nuit tombante, pour le mettre en sûreté à Nazareth, terre sous souveraineté de l’émir des Druzes.
Au soir du 13 août 1632, sur la route venant de Saint-Jean-d'Acre, deux hommes « vêtus à la turque » abordent le religieux français Eugène Roger, le suppliant de les aider à redevenir chrétiens. L’un est un Maltais quatre fois meurtrier, que l'on retrouve bien dans les archives de Malte, tandis que l'autre affirme être un noble de Venise capturé par les Turcs lors de son adolescence. Après un sérieux soupçon, le religieux français leur prête des habits, son âne et les envoie se réfugier à Nazareth, où, le lendemain, le Vénitien Marco Lombardo - car il s'agit bien de lui - reconnaît Zaga Christ, qu'il n'a pourtant point vu depuis l'Éthiopie ou le Soudan, et tombe dans ses bras. Deux témoignages distincts, indépendants, pour certifient ces retrouvailles : le manuscrit original du père Eugène Roger, conservé à Paris, et la copie d'un manuscrit, déposée à Jérusalem, d'un religieux auquel Rome avait demandé d'explorer les archives de Terre Sainte dès 1634, le père Verniero di Montepeloso.
Les trois hommes - Zaga Christ, le Vénitien et le Maltais - embarquent discrètement dans la nuit du 28 au 29 septembre 1632, sur un navire anglais faisant voile de Haïfa vers l'île de Zante, sise dans l'actuelle Grèce, mais alors placée sous la souveraineté de la république de Venise.

### Asile en Italie
En Grèce, où son navire a fait escale, Zaga Christ est mis en rétention administrative en l'île de Zante, tandis que le capitaine anglais poursuit sa route vers Venise, portant Marco Lombardo vers sa cité natale, qu’il n’a point revue depuis l’adolescence. Après trois semaines de semi-réclusion au couvent franciscain de Zante, Zaga Christ peut rejoindre une autre île grecque, Corfou, où l'amiral des vaisseaux de Venise met une galère à sa disposition, aux fins de rejoindre l'extrême pointe sud de l’Italie.
Avant même que Zaga Christ eut débarqué, faisant encore sa quarantaine de peste dans le port d'Otrante, les autorités espagnoles sont avisées de son arrivée. Toute l'Italie du sud est alors sous la souveraineté de l'Empire espagnol, en tant que vice-royaume de Naples. Puis, avec peu de jours de retard, l'information de la venue d'un prince d'Éthiopie, héritier de l'empire, atteint le Saint-Siège, la république de Venise et le royaume de France, qui diffuse l'information dans toute l'Europe via la Gazette de Renaudot.
Lors, de Lecce jusqu'à Naples et Capoue, Zaga-Christ est fêté et reçu grandiosement dans toute cette Italie méridionale, recevant même des habits brochés de fils d'or et abandonnant les carrosses après qu'on lui eut offert le plus beau des présents, lui remémorant sa vie de jeune prince sur les hautes montagnes d'Éthiopie : un cheval. On s'étonne alors de ses grands dons de cavalier, de son aptitude à mener une vie de privation dans un couvent napolitain de moines mendiants, de son érudition, de son habileté dans les langues, de sa beauté physique et de son indifférence envers les femmes.
Il parvient à Rome le 7 janvier 1633. Dans la Ville Éternelle, où les jésuites sont très puissants, Zaga-Christ les dénonce à nouveau comme assassins de son père et responsables de la guerre civile en Éthiopie. Les jésuites font alors courir la rumeur qu’il est un imposteur, inclinant le pape à différer de le recevoir. Mais la curie romaine, notamment le « cardinal-neveu » du pape, Antonio Barberini - qui joue le rôle de secrétaire d’État -, semble prendre parti pour Zaga-Christ contre les jésuites ; en quête de vérité, il est ordonné que l’on interroge les Portugais qui commercent en Éthiopie, jugés comme ayant un esprit neutre, et non les religieux de la Compagnie de Jésus. Lors, le 23 avril 1633, le carrosse à six chevaux du « cardinal-neveu » emporte Zaga Christ vers Castel Gandolfo, où il est reçu par le souverain pontife, Urbain VIII, dans la résidence pontificale puis dans celle des Barberini.

### Rencontre avec Caterina
Or, dès la fin janvier 1633, il avait quitté le modeste couvent franciscain de San Francesco a Ripa pour celui, grandiose, dominant Rome, de San Pietro in Montorio. Au pied de son palais-monastère, s’étend le couvent des clarisses de San Cosimato. Sur les pentes du coteau, Zaga-Christ fait la rencontre de la moniale Caterina Angelica, née Caterina Massimi, d’une des illustres lignées de Rome. Famille très riche et cultivée, c’est en leur palais que l’imprimerie vit naissance à Rome par l’entremise de typographes venus d’Allemagne.
Zaga Christ et sœur Caterina Angelica tombent amoureux ; ils s’aiment et s'unissent durant neuf mois, jusqu’au déchirement du vendredi 11 novembre 1633. Ce jour-là, le Saint-Siège renvoie Zaga Christ en Éthiopie, sans armée mais accompagné par quatre pères franciscains, pour y reprendre un pouvoir tout spirituel. Les mots de Zaga Christ semblent alors se brouiller, achevant l'avant-veille l'un de ses manuscrits ainsi : « Je partirai plaise à Dieu dans peu de jours plaise à Dieu ». Leur amour se prolongera par une correspondance écrite avec le sang des deux amants, unique de par le monde.

### Tractations diplomatiques
Les deux années suivantes, des pourparlers diplomatiques considérables mettent en branle les plus grandes puissances. Quelle nation d’Europe pourrait reposer Zaga Christ en Éthiopie, sans alerter l’empire ottoman - alors le plus puissant empire au monde, avec celui d'Espagne -, et sans froisser les « schismatiques » Grecs et Arméniens ? On songe à la république de Venise et au grand-duché de Toscane pour conduire Zaga Christ vers les territoires de l’émir des Druzes, qui le ferait ensuite passer secrètement via la péninsule Arabique. Mais ce souverain druze est entretemps capturé et exécuté à Constantinople. Par ailleurs, il n’est que cinq puissances maritimes qui puissent emporter Zaga-Christ en contournant l’Afrique par le Cap de Bonne Espérance. L’Angleterre et la Hollande étant protestantes, la papauté redoute qu’elles n'introduisent l’hérésie en Éthiopie. L’Espagne et le Portugal - alors unis sous la même couronne - étant inféodés aux jésuites, Zaga Christ refuse de s'y rendre, de crainte d'y être retenu prisonnier et jugé. La France semble le meilleur choix, mais on craint que le Roi Très Chrétien, Louis XIII, qui déclare peu après la guerre à l'Espagne, ne porte avec Zaga Christ un conflit de plus en Éthiopie.
Toutefois, rencontrant l'ambassadeur du roi de Pologne, qui est par deux fois sur sa route, ainsi que des émissaires du shah de Perse présents à Venise, Zaga Christ fait échouer son départ du sol européen, afin de revoir Caterina, en présentant le projet d'apparence irraisonné de passer via la Russie et l'actuel territoire d'Iran. Cette fausse folie l'assurerait d'une impasse, en raison des guerres dont l'informe l'ambassadeur polonais, et d'un retour vers l'Italie. Parvenu à Venise, où il a revu une fois de plus Marco Lombardo, il menace de revenir à Rome.

### Errance en Italie et maladie
Une lettre en partie codée de l’espion et ambassadeur d’Espagne auprès de la république de Venise, le comte de la Roca, certifie bien que l'on ignore tout de la cause du désespoir de Zaga Christ, sept mois après qu’il eut quitté Caterina : « … Prince d’Éthiopie successeur du Pretre Jean [l'empereur d'Éthiopie], qui est d’une telle gravité [austérité] qu’il paraît souffrir de la faim… il a désiré que nous nous voyions, mais je me suis excusé parce qu’il ne peut nous être d’utilité ».
Non, il ne se meurt pas de faim, étant alors logé avec deux domestiques dans un des plus grandioses monastères de Venise, San Giorgio Maggiore, faisant face sur son île au palais des doges, mais l'ambassadeur d'Espagne, qui paie les services de nombreux agents de renseignement, est plus avisé lorsqu'il ajoute que Zaga Christ a pris de secrets contacts avec le royaume d’Angleterre. Et pour toute assurance de ne point retourner vers l'Éthiopie, Zaga Christ a confié ses malles à un riche marchand hollandais de Venise, qui les a expédiées vers la capitale d'Outre-Manche, où elles seront bloquées à Londres par ordre de l'archevêque de Canterbury.
Une lettre de Zaga Christ, dictée de Venise, le 10 juin 1634, annonce le début d'une longue errance : « … par la grâce du Seigneur Dieu… je commencerai mon voyage vers l’Éthiopie accompagné seulement de saint François d’Assise, et de son extrême pauvreté… le Christ passa par le même chemin… ». Lors de son itinérance à travers l’Italie du Nord, avec les pères franciscains qui composent son cortège, il est hébergé dans de modestes couvents de moines mendiants, ou bien dans les palais des princes et des ducs lorsqu'il est souffrant. Ainsi, logé tel un roi dans le grandiose palais de Mantoue, on note là encore la tristesse de Zaga Christ, sans en supposer le pourquoi. Souffrant dorénavant d'un sévère paludisme de ré-infestation, à la suite de son séjour prolongé à Venise, il est en péril de mort et reçoit alors le secours des princes d'Italie du Nord.
Le cardinal Benessa, responsable de la diplomatie du Saint-Siège, reçoit des lettres l’assurant du décès de Zaga Christ dans un monastère franciscain, après qu’il y eut été alité sans recours, enfiévré dès le lendemain de son arrivée en une cité sous la souveraineté du duc de Parme : « [nous devrions être] aux confins de l’Éthiopie, si son Altesse Princière [Zaga Christ] n’était tombée malade…, une fois à Mantoue, l’autre à Plaisance… depuis déjà 20 jours… ». Puis il se relève, fréquente la noblesse du duc de Parme, qui est stupéfiée par ses talents de cavalier et sa grande intelligence.

### L'unique portrait peint d'un roi africain
Durant le rude hiver 1634-1635, qui voit fleuves et rivières d'Italie du Nord pris par les glaces, Zaga Christ est longuement soigné à Turin, sous les auspices du duc de Savoie, veillé par le père franciscain Virgoletta, qui découvre sur lui les lettres de sang de Caterina. Le père Virgoletta meurt en martyr en Afrique sans révéler le secret de son patient.
Ressuscitant au printemps de 1635, paré d'un habit de dentelle et de fils d'or, se relevant de longs mois de fièvre, Zaga Christ pose devant le peintre officiel de la cour des ducs de Savoie - artiste qui a la rare particularité en ce siècle d'être une femme, Giovanna Garzoni. Alors qu'elle masque les défauts de peau et l'embonpoint des têtes couronnées desquelles elle est au service, elle prend la décision, telle une amoureuse, vraiment, de peindre Zaga Christ ainsi que la nature l'a fait, fût-ce même en laissant paraître sur son visage, tout à la fois ses cicatrices - vestiges de ses combats et souffrances - et sa tristesse. Ce portrait d'une rare authenticité sera mis en vente au siècle suivant, le 16 décembre 1752, à Paris, bien identifié comme étant celui de Zaga Christ composé par Giovanna, puis récemment à Genève, en 1989, par la prestigieuse maison Christie's, dont les experts n'ont alors pas su identifier le personnage, laissant même à penser qu'il puisse s'agir d'un Noir domestique du duc de Savoie. Il est l'unique contemporain de Richelieu dont le portrait ait été reproduit dans un ouvrage de référence, le Dictionnaire Richelieu.
Cette œuvre est d'importance considérable, car on ne connaît aucun équivalent de portrait peint d'un roi d'Afrique pour ces siècles lointains. Les représentations anciennes de souverains africains étant des peintures et des gravures semi-imaginaires, non faites sur un sujet qui a longuement posé devant l'artiste, fût-ce même dans les œuvres du XVIIe siècle représentant des rois du Congo. Ainsi Zaga Christ figure-t-il aussi sur de telles représentations, gravures fantaisistes composées après sa mort - l'une d'elles le figurant même de peau blanche, vêtu tel un Toscan du Moyen Âge, semblant surgir d'un conte de Boccace.

### Passage en France
Franchissant les Alpes encore un peu enneigées à la fin d'avril 1635, il entre au royaume de France lors de la déclaration de guerre de celui-ci à l'empire d'Espagne, le 19 mai. La fête à travers tous les royaumes d’Italie est close ; à Lyon et Nevers, les couvents franciscains lui refusent l’hébergement. Il commet alors l'indélicatesse de quitter ses compagnons franciscains pour se précipiter vers Château-Thierry, où réside durant trois semaines la cour de France - sans que celle-ci eût été avisée de sa venue - ainsi que Richelieu et une partie du gouvernement, tous affairés au conflit de dimension internationale déjà en œuvre.
La reine Anne d'Autriche est troublée par Zaga Christ, comme l'atteste le journal manuscrit que tient le sieur Berlize, l'introducteur des princes et ambassadeurs étrangers auprès de la cour. Il n'additionne pas un amant de plus à la souveraine, mais son témoignage est révélateur du trouble jeté par ce lointain voyageur d'Éthiopie dans le cœur de plus d'une dame de compagnie de Sa Majesté. La première rencontre avec Anne d'Autriche, le 5 ou 6 juin 1635, au sud de Château-Thierry, dans le jardin du curé du modeste village de Nogentel est présentée par la reine comme fortuite : « …chez lequel la Reyne estoit allée promener, et faire collation, où le dit Prince fust ».
La requête, en septembre 1635, d'une seconde rencontre entre Anne d'Autriche et Zaga Christ fait bien sentir que celle-ci serait contre l’ordre établi, qui veut qu’un souverain ou son ambassadeur ne soit point reçu par la reine avant qu’il ne l’eût été par le roi. Questionné à ce propos, le cardinal de Richelieu est plutôt conciliant, autorisant que Zaga Christ soit introduit au château du Louvre : « … Je vis la dessus ledit Cardinal, qui me dit que si elle [la reine] le vouloit voir qu’elle le pouvoit sans ceremonie, et comme un Gentil-homme de son Royaume, moy le menant au Louvre dans mon carrosse ».
Le chancelier, qui harmonise de telles entrevues royales, refusant de faire ce qu'a conseillé Richelieu, c’est la reine qui repose à nouveau l'épineuse question - et l'insistance de l'épouse de Louis XIII à formuler que ce n'est point elle qui désire revoir le prince d'Éthiopie, laisse bien supposer quel est l'état de son esprit : « mais à un souper de la Reyne, lors qu’elle me parloit de luy [Zaga Christ], je lui dis qu’un jour qu’elle se promeneroit aux Tuileries, que ledit Abbé luy pourroit mener ledit Prince, et ainsi le satisfaire, et contenter toutes les Dames qui la prioient qu’elle luy permit de lui faire la révérence ».
Tandis que « le Roy par l’importunité que chacun lui en fist, et par compassion luy fit donner mil écus », Richelieu, premier ministre, lui offre un peu de son temps, qui est fort compté en ce temps de guerre, recevant Zaga Christ au château de Conflans (Charenton), où souvent il se repose.

### Fuite et arrestation

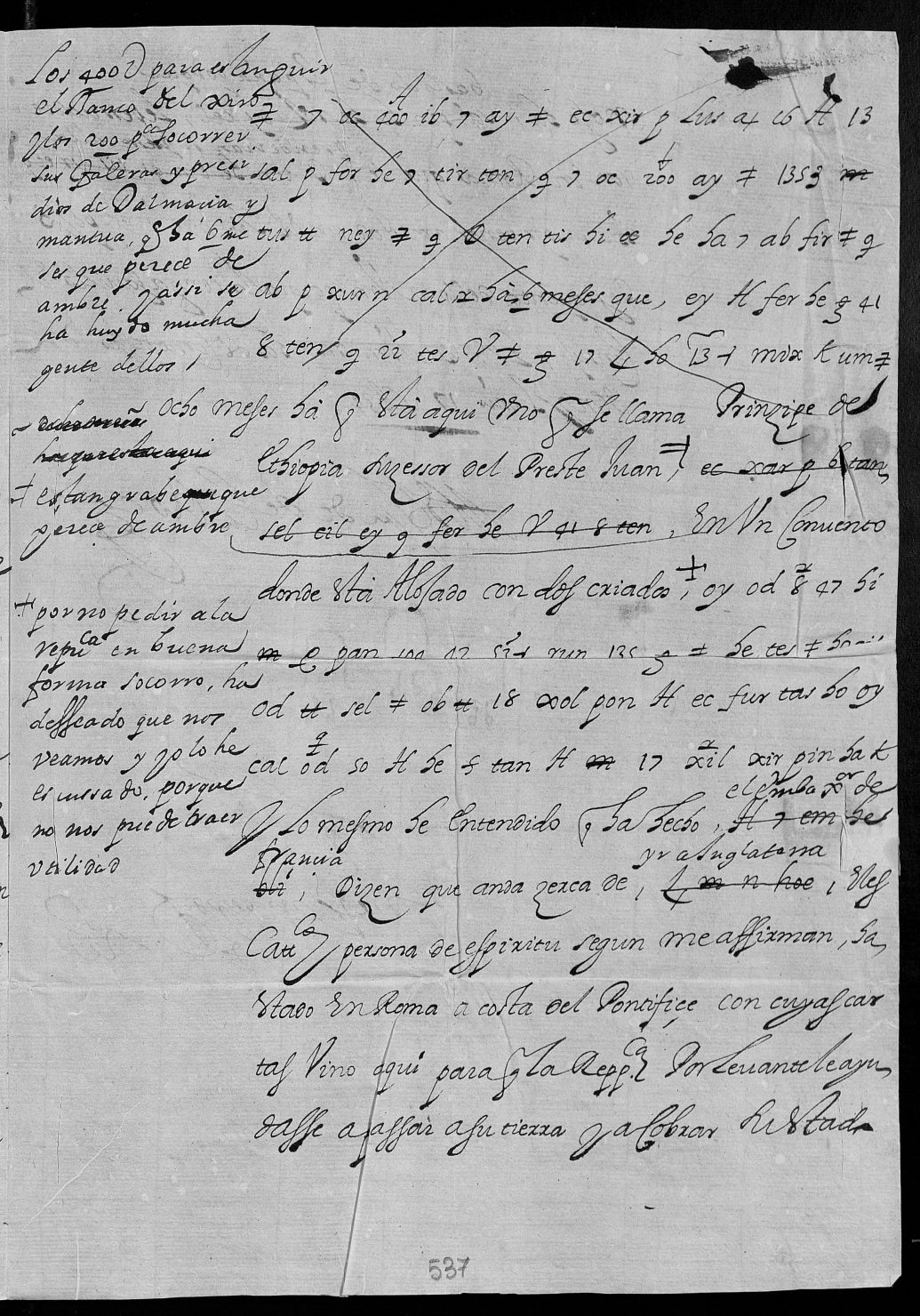
Archives générales d'Espagne. Rapport d'espionnage codé, du 17 juin 1634, sur Zaga Christ : On y lit qu'il mène une vie monacale d'austérité, et non une vie de débauche, comme les romanciers l'ont inventé.

Au début de 1637, Zaga Christ rencontre Antoinette, épouse d’un conseiller au Parlement de Paris, laquelle, très éprise de lui et ayant sans doute découvert les lettres de sang de Caterina, lui fait jurer par écrit qu'il doit désormais l'aimer comme il a aimé et aime encore la religieuse italienne. Deux copies de ce surprenant contrat moral, daté de l'été 1637, soit quatre années après que Caterina et Zaga Christ se fussent séparé, nous ont été conservées : « Moy Zaga Christo Prince d'Éthiopie Je jure et prometz... de quitter et renoncer pour jamais… a tout amour passion… pour la Signora Catholica [sic] Angelica Massini [sic] demeurante a Rome au couvent de Saint Cosme comme aussy pareillement je quitte et renonce entierement pour jamais a toutes les affections et amours qu'elle pourroit avoir pour moy present et advenir… Je quitte et renonce entierement pour Jamais a l'amour pour la dite Signora Catharina ».
Alors qu'Antoinette a emporté une forte somme d'argent de son époux, elle et Zaga Christ se rendent en l’église d’Aubervilliers aux fins de procéder à leur mariage spirituel, en l'impossibilité qu'ils sont d'en graver un d'officiel sur les registres de la paroisse. Puis ils prennent la route de Rouen, dans l'hypothèse la plus probable d'embarquer pour l'Angleterre, ce grand port fluvial assurant des liaisons directes avec la terre britannique. En raison de la guerre contre l'Espagne, et donc contre les Pays-Bas espagnols, la route de Picardie et des Flandres est périlleuse, rendant le port de Rouen et celui du Havre la plus courte et sûre voie pour rejoindre la grande île britannique.
Les intentions de Zaga Christ étaient-elles, via l'Angleterre, de rejoindre l'Italie et Caterina ? Il faut rappeler qu'au printemps 1634, il avait expédié ses malles depuis Venise vers Londres, où elles l'attendent encore en 1637, et que les documents abondent à propos de ses désirs de liens avec ce pays. Quoi qu'il en soit, les deux fugitifs sont arrêtés avant la cité d'Évreux, le puissant mari ayant fait sonner l'alarme.
Le mémorialiste Tallemant des Réaux qualifie Antoinette de bâtarde, fille de servante, sombrée dans un état proche de la prostitution. Les vers narquois des poètes contemporains de Louis XIII et Louis XIV, remplissant une centaine de pages signées d'une dizaine de mains - parmi lesquels des auteurs aussi connus que Tristan l'Hermite et Claude Malleville -, iront jusqu'à couvrir la mort de Zaga Christ de mots orduriers.
En ce temps de guerre internationale, ne serait-ce que par la crainte que Zaga Christ eût été un espion - plus que par la suspicion qu'il fût un imposteur se prétendant héritier du trône d'Éthiopie -, ses papiers, parmi lesquels figurent des documents arabes et éthiopiens, sont saisis, copiés, traduits. Et l'on découvre les lettres de sang écrites par Caterina, attendu que, durant ces années, au grand secret de tous, de Rome à Paris, Zaga Christ n’a cessé d’informer la religieuse clarisse de ses nouveaux logis.

### Emprisonnement et libération
C'est en fait par un non officiel triple chef d'accusation - suspicion d’espionnage, d'imposture, et certitude de liaison amoureuse interdite - que Zaga Christ est emprisonné au Châtelet de Paris, dans des conditions très dures. L’immense paradoxe est que, jamais en ce royaume de France, Zaga Christ n’a été autant traité en roi que lors de son interrogatoire, le procès-verbal révélant un fort respect envers lui de la part des nombreux magistrats, qui mettent chapeau bas et le questionnent nu-têtes tandis que lui dispose d’un siège, en une procédure qui est le parfait contraire de l’accoutumée, qui voit le prévenu de pied et découvert face à ses juges. Zaga Christ refuse notamment de se soumettre, de par sa naissance et son rang, à l'autorité du roi de France.
Est-ce Richelieu qui a fait prolonger l’emprisonnement de Zaga Christ, ou bien, fort occupé par la guerre, a-t-il négligemment tardé à le faire libérer ? Toujours est-il que, après un automne et un début d'hiver rigoureux, l'année nouvelle 1638 voit Zaga Christ toujours enfermé dans les geôles du Châtelet. Il est toutefois un fait providentiel qui va abréger la fin de l'emprisonnement de Zaga Christ.
Dès novembre 1637 était arrivée depuis Rome une lettre providentielle : le Saint-Siège, alerté qu’un protestant allemand, Petrus Heyling, eût pu pénétrer en Éthiopie, où il a toute faveur auprès de l’empereur, ordonne que soit réactivée de suite la « Mission » vers cette terre lointaine, afin d'y reprendre le pouvoir spirituel. Cette lettre semble être un ordre, menaçant d'excommunication quiconque s'opposerait à la « Mission d'Éthiopie ». Richelieu recueille Zaga Christ dans une dépendance de son château de Rueil. Celui-ci y décède peu après, le 22 avril.
Fasciné par le personnage de Zaga Christ, l’écrivain suédois Björnståhl obtiendra, le 9 septembre 1770, une copie de son acte de décès, par bonheur car les registres paroissiaux de Rueil-Malmaison sont désormais en déficit pour l’an 1638. L’acte mortuaire révèle que Richelieu lui offrit de fort modestes funérailles - eu égard au prix payé -, mais que la sépulture eut l'honneur d'être située dans le chœur même de l’église :

« Année 1638 au mois d’avril, le 24 dudit mois fut enterré dans le Chœur de l’Église dudit Rueil, au côté de l’Epitre Dom

Zaga Christos natif de Meroë ou plutôt d’Amara soidisant Roy d’Éthiopie et fils de l’Empereur Jacob, décédé en ce

lieu le 22 duduit [sic] mois sur les onze heures du soir, d’une pleurésie au logis de la Raquette. L’enterrement dudit

prétendu Roi âgé de vingt-quatre ans s’est fait aux dépens de son Eminence, et a coûté

96 livres et 11 sols. »

Le même voyageur venu de Suède révèle que la sépulture est alors introuvable.
La Gazette annonce que le décès de Zaga Christ, survenu l'avant-veille, fut causé par une pleurésie, ajoutant sans ironie : « il a esté tousjours assisté par les gens de Son Eminence ». Le docteur Gui Patin reprend la même version officielle, tandis que fort vite enfle la rumeur que « le roi d'Éthiopie s'est empoisonné », et que déjà, un père franciscain insinue que ce décès n'est point naturel. Le suicide de Zaga Christ est incertain.
Caterina, devenue abbesse, lui survécut de 14 ans et 11 mois, s’éteignant après qu’elle eut détruit toutes les lettres de sang reçues.

## Sources
- Serge Aroles[80], « Zaga Christ », in Dictionnaire Richelieu, dir. F. Hildesheimer, D. Harai, éd. Honoré Champion, 2015  (ISBN 9782745328663).
- Serge Aroles, «Zaga Christ, roi d’Éthiopie», Bulletin de la Société historique de Rueil-Malmaison, no 38, décembre 2013, p. 55-70